# Ворм Спрингс (Орегон)
Ворм Спрингс (енгл. Warm Springs) насељено је место без административног статуса у америчкој савезној држави Орегон.

## Демографија
По попису из 2010. године број становника је 2.945, што је 514 (21,1%) становника више него 2000. године.
| Група             | 2000.      | 2010.      |
| Белци             | 59 (2,4%)  | 76 (2,6%)  |
| Афроамериканци    | 2 (0,1%)   | 2 (0,1%)   |
| Азијати           | 0 (0,0%)   | 1 (0,0%)   |
| Хиспаноамериканци | 158 (6,5%) | 248 (8,4%) |
| Укупно            | 2.431      | 2.945      |